# Alen Hodžić
Alen Hodžić, slovenski košarkar, * 11. avgust 1992, Koper.
Alen Hodžić je 191 cm visok košarkar, ki igra na poziciji krila in branilca, in je član KK Cedevita Olimpija v prvi slovenski ligi in Ligi ABA.

## Klubska kariera
Hodžić je začel trenirati košarko v osnovni šoli Antona Ukmarja in nadaljeval v mlajših kategorijah ŠD Koš Kopra. Košarko trenira tudi devet let mlajši brat Deni Hodžić.  Bil je član generacije (Matej Rojc, Jaka Brodnik itd.), ki je zmagala kadetsko (do 17 let) državno prvenstvo 2009. S Košem igral pri članih v 3. SKL in 2. SKL.  
S 19 leti, leta 2011, prestopil v ljubljanske Parklje in debitiral v 1. slovenski ligi. Sezono 2012-13 igra za Helios Domžale. Pod Z. Sagadinom odigra šest tekem.
Poleti 2013 preseli v KK Portorož. Za Portorož v drugi in tretji sezoni postal nosilec igre. Ker je imel klub finančne težave je med sezono razvažal pice, po sezoni poleti pa kot natakar delal v Pizza33 v Žusterni. Po izpadu Portoroža iz prve lige prestopi 2016 h Hopsi Polzela. V Polzeli je ključni igralec in boljši posameznik prve lige. V 32 nastopih zabeleži povprečno v 32 min, 12.5 točke, 3.2 podaje in 2.9 skoka.
Maja 2017 prestopi k Sixt Primorski. V drugi sezoni postane kapetan in uveljavi kot pomemben igralec Primorske, ki v tem času osvoji štiri lovorike (državno prvenstvo in pokal, superpokal in druga ABA liga). 
29. maja 2020 je prestopil k Cedeviti Olimpiji. 
Hodžića odlikujeta »pozitiven značaj in zelo dobra igra v obrambi« in srčna, borbena igra (»Sem srčen, borben, dal bom vse za ekipo in se tudi metal na zobe, če bo treba.«)

## Reprezentanca
Mlajše Kategorije: Hodžić je za reprezentanco do 16 let igral na evropskem prvenstvu divizije B 2008 in reprezentanco do 18 let na EP 2010. Bil na pripravah reprezentance do 20 let za EP 2012, a zaradi poškodbe meniskusa ni zaigral na prvenstvu.
Člani: Julija 2018 udeležil priprav in turnija na Kitajskem B reprezentance. Na treh tekmah je dosegel 25 točk. 
11. februarja 2020 je prvič vpoklican na zbor članske reprezentance na kvalikacijske tekme proti Avstriji in Madžarski za evropsko prvenstvo 2021. Debitiral je 23. februarja na tekmi proti Avstriji. V 8 min. igre je zadel eno trojko. 
Skupno je med 2021 in 2022 igral na šestih uradnih tekmah v kvalikacijah za evropsko (5) in svetovno prvenstvo (1) ter dosegal skupno 21 točk.

## Dosežki in nagrade

### Koš Koper
- Kadetsko državno prvenstvo (2009)

### Koper Primorska
- Slovensko državno prvenstvo (2019)
- 3 x Slovenski pokal (2018, 2019, 2020)
- 2 x Slovenski superpokal (2018, 2019)
- Druga ABA liga (2019)

### Cedevita Olimpija
- 2 x Slovensko državno prvenstvo (2021, 2022)
- Slovenski pokal (2022)
- 2 x Slovenski superpokal (2021, 2022)

### Individualno
- 2019 Posebno priznanje Športnik leta 2018, Koper[12]
- 2019 Nominacija in priznanje NAŠ ŠPORTNIK 2019[13]